# Bruna, formosa, cerca superdotato
Bruna, formosa, cerca superdotato è un film italiano del 1973 diretto da Alberto Cardone.
Si tratta dell'ultimo film del regista. La colonna sonora è di Nico Fidenco, coadiuvato dalla band La rosa dei venti che cantano la canzone finale del film Al confine della notte. Il film fu distribuito in Francia con il titolo La Partouze.

## Trama
Giovanni Pizzolla, notaio in provincia di Cosenza, è noto per la sua fama di rubacuori. In realtà è solo un uomo inibito, che passa il tempo scrivendo annunci su riviste per cuori solitari. Un giorno Giovanni va a Milano per conoscere Bruna, che ha risposto a un suo annuncio, ma nemmeno questa volta gli riesce di vincere le sue inibizioni.

## Produzione
Il film fu bocciato dalla censura nella sua versione iniziale, intitolata Bruna, formosa, cerca superdotato per tango a Milano.
La produzione rimontò il film, eliminando numerose sequenze tra cui una scena in cui si vede di spalle un uomo completamente nudo durante l'orgia e alcuni dialoghi troppo espliciti, con inoltre la modifica del titolo in Bruna, formosa, cerca superdotato.